# Tore Wizelius
Ulf Tore Wizelius, född 5 mars 1947 i Högalids församling, Stockholms stad, är en svensk vindkraftsexpert, författare, journalist, översättare, universitetslärare och teknologie licentiat (Lunds tekniska högskola).
Han har bland annat undervisat vid Högskolan på Gotland och Sveriges Lantbruksuniversitet, varit aktiv i Svensk vindkraftförening, startat tidskriften Svensk Vindkraft och skrivit för Miljöpartiets tidning Alternativet och Windpower Monthly. Wizelius har därtill startat företagen ReWind Offshore AB, Boge Vindbruk AB och Wind4shore AB.
Wizelius är sedan 1990-talet bosatt på Gotland.

## Böcker i urval
- 1980 (med Gösta Nyberg). Hej och välkommen - borde grannarna säga. Cavefors. ISBN 91-584-0038-9.
- 1985 (med Stefan F. Lindberg). På slak lina. Ett reportage om arbete, konst och liv på cirkus. ISBN 91-7702-106-1.
- 1992. Vind, del 1. Svensk vindkraftförening. ISBN 91-514-0247-5.
- 1993. Vind, del 2. Svensk vindkraftförening. ISBN 91-514-0265-3.
- 1994. Vind, del 3. Svensk vindkraftförening. ISBN 91-514-0283-1.
- 1996. Biff och bil? Om hushållens miljöval. Naturvårdsverket. ISBN 91-620-4542-3.
- 1999. Vindkraft, en ny folkrörelse – handbok för vindkraftskooperativ. Energimyndigheten. ISBN 91-89184-13-0.
- 2007. Developing wind power projects: theory and practice. Earthscan. ISBN 9781844072620.
- 2009. Vindkraft på lantbruk: handbok för lantbruk. Andra upplagan. Studieförbundet Vuxenskolan. ISBN 9789197824606.
- 2010. Lokalt ägd vindkraft: handbok för kommuner. Vindform. ISBN 978-91-978246-5-1.
- 2011 (med Joshua Earnest). Wind Power Plants and Project Development. PHI Learning. ISBN 978-81-203-3986-6.
- 2014. Windpower ownership in Sweden: business models and motives. Routledge. ISBN 9781138021112.
- 2015. Wind power projects: theory and practice. Routledge. ISBN 9781138780453.
- 2015. Vindkraft i teori och praktik. Tredje upplagan. Studentlitteratur. ISBN 9789144068992.